# Livia Stagni
Livia Stagni (Roma, 3 marzo 1988) è una schermitrice italiana, specializzata nella sciabola.
Appartenente al gruppo sportivo dei Carabinieri, si allena presso la società Frascati Scherma con il maestro Lucio Landi.
Dopo numerosi successi nelle categorie "Cadetti" e "Giovani", passa agli assoluti nel 2008, ed alla prima gara di Coppa del Mondo a Madrid ottiene già un settimo posto. Nella stessa stagione sportiva arriva a conquistare il bronzo del Campionato europeo di scherma 2009 di Plovdiv. Vince il bronzo nella sciabola a squadre del Campionato europeo di scherma 2013 di Zagabria.

## Palmarès

### Risultati élite
In carriera ha ottenuto i seguenti risultati:
Giochi mondiali militari
Individuale
A squadre
- Argento nella sciabola a Mungyeong 2015

Europei
Individuale
A squadre
- Bronzo nella sciabola a Plovdiv 2009
- Bronzo nella sciabola a Zagabria 2013

Giochi del Mediterraneo
Individuale
- Argento nella sciabola a Mersin 2013

Campionati italiani
Individuale
- Argento nella sciabola a Bologna 2012

A squadre
- Oro nella sciabola a Livorno 2011
- Oro nella sciabola a Roma 2016
- Argento nella sciabola a Siracusa 2010
- Argento nella sciabola a Trieste 2013
- Bronzo nella sciabola a Bologna 2012
- Bronzo nella sciabola a Acireale 2014

### Risultati giovani
Mondiali giovani
Individuale
A squadre
- Bronzo nella sciabola a Taebaek 2006

Mondiali cadetti
Individuale
- Bronzo nella sciabola a Plovdiv 2004

Europei giovani
Individuale
A squadre
- Oro nella sciabola a Tapolca 2005
- Bronzo nella sciabola a Poznań 2006